# اندیس روقرو چاه
روقرو چاه یک اندیس فلزی است که در حوالی شهر دره دانی استان سمنان قرار دارد و مادهٔ معدنی موجود در آن، مس است.  